# Diócesis de Fenyang
La diócesis de Fenyang (en latín: Dioecesis Feniamensis y en chino: 天主教汾阳教区) fue una circunscripción eclesiástica de la Iglesia católica en China. Se trataba de una diócesis latina, sufragánea de la arquidiócesis de Taiyuan. El 15 de julio de 1982 la Asociación Patriótica Católica China transfirió una parte de su territorio a la nueva diócesis patriótica de Xinzhou y el remanente fue renombrado diócesis de Lüliang, sin asentimiento de la Santa Sede. Fue suprimida el 28 de octubre de 2024 por el papa Francisco. 

## Territorio y organización
La diócesis tenía 84 000 km² y extendía su jurisdicción sobre los fieles católicos de rito latino residentes en parte de la provincia de Shanxi.
La sede de la diócesis se encontraba en la ciudad de Fenyang, en la ciudad prefectura de Lüliang, en donde se hallaba la Catedral del Sagrado Corazón de Jesús.
En 1950 en la diócesis existían 21 parroquias.

## Historia
El vicariato apostólico de Fenyang fue erigido el 12 de mayo de 1926 con el breve In omnes del papa Pío XI, obteniendo el territorio del vicariato apostólico de Taiyuanfu (hoy arquidiócesis de Taiyuan). Louis Chen Guo-di estuvo entre los primeros seis obispos chinos ordenados por el papa en Roma el 28 de octubre de 1926.
El 11 de abril de 1946 el vicariato apostólico fue elevado a diócesis con la bula Quotidie Nos del papa Pío XII.
En 1949 el Partido Comunista de China capturó Lüliang, se impuso en la guerra civil y proclamó la República Popular China el 1 de octubre de 1949. El 4 de septiembre de 1951 China comunista expulsó al nuncio apostólico Antonio Riberi y la Santa Sede continuó reconociendo a la República de China en Taiwán como el legítimo gobierno chino. Todos los misioneros extranjeros fueron expulsados de China comunista en 1952.
La Asociación Patriótica Católica China fue creada con el apoyo de la Oficina de Asuntos Religiosos de la República Popular de China en 1957, con el objetivo de controlar las actividades de los católicos en China. Su nombre público es Iglesia católica china y es referida como la "Iglesia oficial" en contraposición a la "Iglesia subterránea" o "Iglesia clandestina" leal a la Santa Sede.
En el período de 1966 a 1976 la Revolución Cultural se ensañó especialmente contra la religión, destruyéndose numerosas iglesias y cesaron todas las actividades religiosas en la diócesis. La diócesis reasumió sus actividades en la década de 1980.
El 15 de julio de 1982 la Asociación Patriótica Católica China transfirió una parte de su territorio para fusionarlo con partes de las diócesis de Taiyuan (previamente reducida a diócesis) y Shuozhou para erigir la diócesis patriótica de Xinzhou. Al territorio remanente lo renombró diócesis de Lüliang, sin asentimiento de la Santa Sede.
En 2010 un obispo de la Asociación Patriótica Católica China, John Huo Cheng, gobernó la diócesis.
El 22 de septiembre de 2018 se firmó en Pekín el Acuerdo provisional entre la Santa Sede y la República Popular de China sobre el nombramiento de los obispos. El 22 de octubre de 2020 el acuerdo fue prorrogado por otros dos años y en octubre de 2022 por otros dos años más.
Debido a la situación particular de la Iglesia católica en China, la Santa Sede no nombra obispos para las diócesis chinas, que son sedes oficialmente vacantes incluso en presencia de obispos reconocidos por Roma.
El 20 de enero de 2025 el Boletín diario de la sala de prensa de la Santa Sede informó que el 28 de octubre de 2024 el papa Francisco había suprimido la diócesis de Fenyang. Con parte de su territorio (el distrito de Lishi, los condados de Wenshui, Jiaocheng, Xingxian, Linxian, Liulin, Shilou, Lanxian, Fangshan, Zhongyang y Jiaokou y las ciudades a nivel de condado de Xiaoyi y Fenyang) erigió la diócesis de Lüliang, sufragánea de Taiyuan; mientras que los condados de Kelan y Jingle fueron incorporados a la arquidiócesis de Taiyuan y los condados de Pingyao y Jiexiu a la diócesis de Yuci.

## Estadísticas
Según el Anuario Pontificio 2002 la diócesis tenía a fines de 1950 un total de 15 618 bautizados.
| Año                                                                             | Población            | Población | Población      | Sacerdotes | Sacerdotes    | Sacerdotes    | Bautizados por sacerdote | Diáconos permanentes | Religiosos | Religiosos | Parroquias |
| Año                                                                             | Bautizados católicos | Total     | % de católicos | Total      | Clero secular | Clero regular | Bautizados por sacerdote | Diáconos permanentes | Varones    | Mujeres    | Parroquias |
| ------------------------------------------------------------------------------- | -------------------- | --------- | -------------- | ---------- | ------------- | ------------- | ------------------------ | -------------------- | ---------- | ---------- | ---------- |
| 1950                                                                            | 15 618               | 2 085 000 | 0.7            | 31         | 30            | 1             | 503                      |                      |            |            | 21         |
| Fuente: Catholic-Hierarchy, que a su vez toma los datos del Anuario Pontificio. |                      |           |                |            |               |               |                          |                      |            |            |            |

## Episcopologio
- Louis Chen Guo-di (Tchen Chao-t'ien) † (10 de mayo de 1926-9 de marzo de 1930 falleció)
- Francois Liu-Chiu-wen † (23 de julio de 1930-15 de enero de 1948 retirado)
- Simon Lei Chang-hsia † (9 de junio de 1949-16 de febrero de 1970 falleció)
  - Sede vacante
  - Anthony Gao Yong † (24 de enero de 1962 consagrado-11 de marzo de 1980 falleció)
  - John Huo Cheng † (4 de septiembre de 1991-2 de enero de 2023 falleció)